# El camino de las llamas
El camino de las llamas es una película de Argentina en blanco y negro dirigida por Mario Soffici según el guion de Ulyses Petit de Murat y Homero Manzi sobre la novela homónima de Hugo Wast que se estrenó el 8 de abril de 1942 y tuvo como protagonistas a Pepita Serrador, Elisa Christian Galvé, Roberto Airaldi y José Olarra.

## Sinopsis
Filme ambientado a fines del siglo XIX en el que una joven que se ocupa con su madre de una pulpería en una encrucijada cerca de la frontera, averigua el valioso secreto de un sendero que cruza la cordillera que nunca se tapa por la nieve.

## Reparto
Intervinieron en el filme los siguientes intérpretes:
- Pepita Serrador
- Elisa Christian Galvé
- Roberto Airaldi
- José Olarra
- Froilán Varela
- Vicente Padula
- Rafael Falcón
- Pepito Petray
- María Herrero
- Jorge Villoldo
- César Blasco

## Comentarios
Manrupe y Portela escriben que los escenarios naturales de Soffici y la intriga de espionaje no pueden salvar al palabrerío de Wast, y en su momento la crónica de La Nación señaló: 

”no ha podido desembarazarse de las influencias teatrales que afectan a nuestro cinematógrafo… pero no puede negarse que hay honradez en los recursos y limpieza en los procedimientos.”